# Maczichino (przystanek kolejowy)
Maczichino (ros. Мачихино) – przystanek kolejowy w miejscowości Moskwa, w Rosji. Położony jest na Wielkim Pierścieniu Kolei Moskiewskiej.

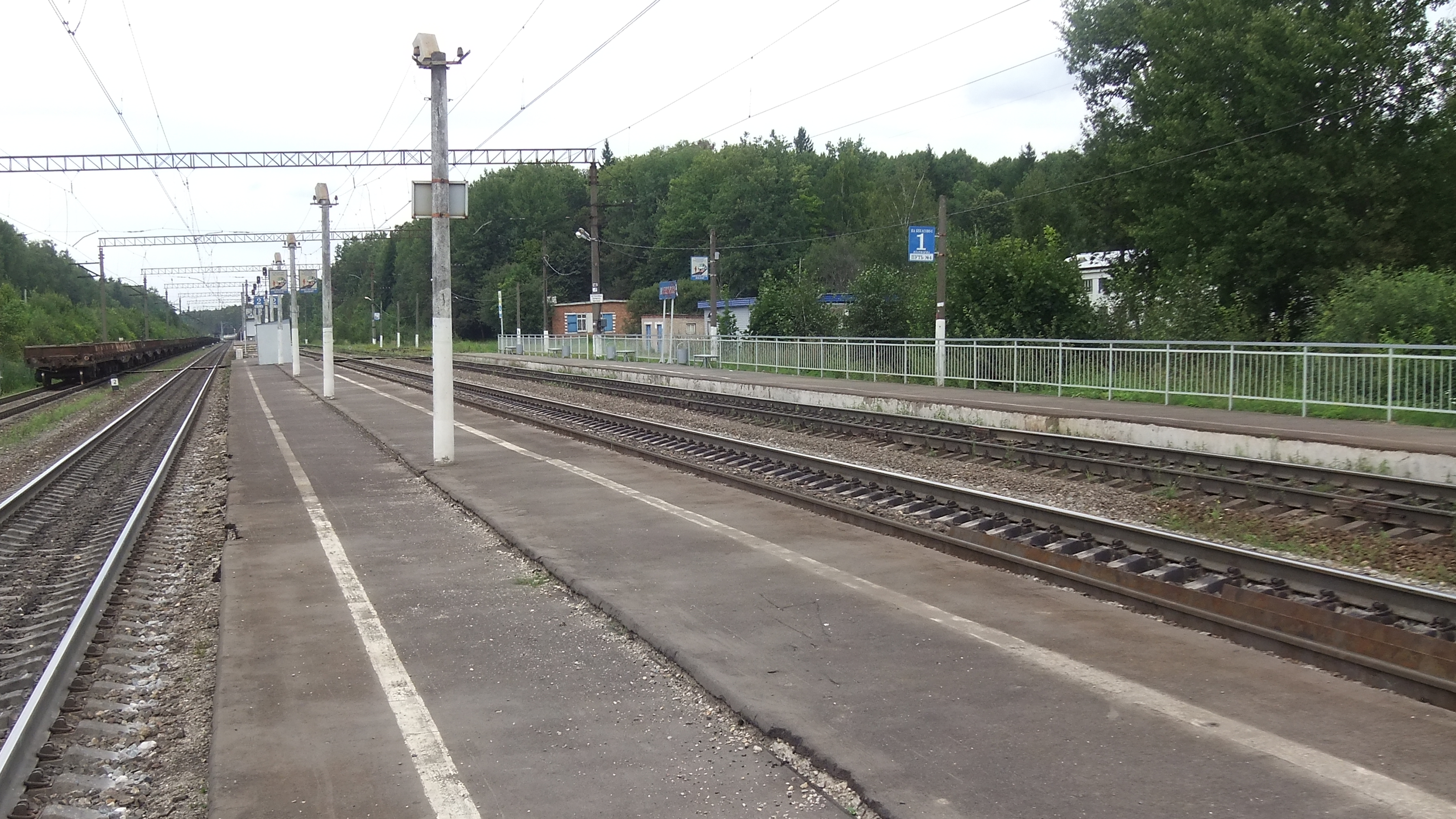
widok w kierunku Biekasowa I